# Sympycnus discolor
Sympycnus discolor är en tvåvingeart som först beskrevs av Jacques-Marie-Frangile Bigot 1890.  Sympycnus discolor ingår i släktet Sympycnus och familjen styltflugor. Inga underarter finns listade i Catalogue of Life.